# Waidhofen an der Ybbs
Waidhofen an der Ybbs este un orășel cu statut special din Austria Inferioară. Istoria orașului este marcată în special de meșteșugul prelucrării fierului. Orașul este un centru turistic al regiunii.